# Recsk
 (août 2023).
Si vous disposez d'ouvrages ou d'articles de référence ou si vous connaissez des sites web de qualité traitant du thème abordé ici, merci de compléter l'article en donnant les références utiles à sa vérifiabilité et en les liant à la section « Notes et références ».
Recsk est un village et une commune du comitat de Heves en Hongrie.

## Histoire
Site d'un camp de prisonniers politiques administré par l'AVO durant la période soviétique.